# Buch der Natur
Buch der Natur (lateinisch liber naturae) ist ein Gleichnis, das der spätantike Kirchenvater Augustinus eingeführt hat. Bei Augustinus und anderen christlichen Autoren bezeichnet die ursprünglich in der christlichen Tradition des Mittelalters und der frühen Neuzeit verwendete Metapher das Buch der Geschöpfe, das neben der Bibel als Buch der Offenbarung eine weitere Quelle der Erkenntnis Gottes ist. Die Natur wird so zu einer Chiffrenschrift, die entziffert werden muss.
Das im 14. Jahrhundert entstandene „Buch der Natur“ des Konrad von Megenberg gilt als erste deutschsprachige Naturgeschichte.
Für Galileo Galilei ist das Buch der Natur in mathematischen Zeichen geschrieben:

„Die Philosophie ist geschrieben in jenem grossen Buche, das immer vor unseren Augen liegt; aber wir können es nicht verstehen, wenn wir nicht zuerst die Sprache und die Zeichen lernen, in denen es geschrieben ist. Diese Sprache ist Mathematik, und die Zeichen sind Dreiecke, Kreise und andere geometrische Figuren, ohne die es dem Menschen unmöglich ist, ein einziges Wort davon zu verstehen; ohne diese irrt man in einem dunklen Labyrinth herum.“

Im 17. Jahrhundert vollzog sich im Gebrauch der Metapher ein Wandel: Während das Mittelalter die „Natur mit dem Auge der Bibel“ verstand, begann die Neuzeit die „Bibel mit dem Auge der Natur“ zu lesen und im 18. Jahrhundert war sie als „vollkommenes Werk des Schöpfers“ Grundlage aller Naturforschung.
Die Metapher des Buchs der Natur hatte bedeutenden Einfluss beispielsweise auf Johann Georg Hamann, Friedrich Christoph Oetinger und auf die Romantik (u. a. Tieck, Novalis): die Natur spricht in geheimen Zeichen (Chiffren) vom Göttlichen.
Nach Karl Jaspers ist alles, was die Transzendenz gegenwärtig macht, Chiffre. Es gibt nichts, was nicht Chiffre sein könnte. Ort des Lesens der Chiffre ist die Existenz.
Letztlich beruht dieses Bild auf der Grundannahme einer Lesbarkeit der Welt (Hans Blumenberg). Blumenberg gibt einen gelehrten und tiefgründigen, metaphern- und problemgeschichtlich weit ausgreifenden Überblick über die Geschichte entsprechender Konzepte und der einschlägigen „'Hintergrundmetaphern' (...) von Schrift, Brief und Buch“, mit denen ein „Anspruch auf Sinnhaltigkeit der Welt artikuliert“ werde.
Das Prinzip der Lesbarkeit der Natur wird von Martin Buber zu einem dialogischen Prinzip der Weltbegegnung erweitert: „Jeder von uns steckt in einem Panzer, dessen Aufgabe ist, die Zeichen abzuwehren. Zeichen geschehen uns unablässig, leben heißt angeredet werden, wir brauchten nur uns zu stellen, nur zu vernehmen.“ Und: „Was mir widerfährt ist Anrede an mich. Als das, was mir widerfährt, ist das Weltgeschehen Anrede an mich.“
Die Metapher vom Buch der Natur findet ihre Resonanz auch in einer sprachphilosophischen Kritik des Anti-Realismus: 

„Die Welt besteht vollständig aus Zeichen, wie spätestens die Entdeckung des genetischen Codes vielen anschaulich gemacht hat. Die Welt besteht aus Zeichen, weil Zeichen nichts anderes sind als Gegenstände, die auf andere Gegenstände aufmerksam machen und verweisen und sie somit miteinander in Beziehung setzen. Die Welt ist ein umfassendes Repräsentationssystem, und die Sprache ist der Schlüssel zur Welt. Sie ist der ‚Instinkt der Menschen‘ - seine Orientierung und Erkenntnislandkarte.“